# Hippia trilobata
Hippia trilobata là một loài thực vật có hoa trong họ Cúc. Loài này được Hutch. mô tả khoa học đầu tiên.